# Aivars Lembergs
Aivars Lembergs (26. September 1953 i Jēkabpils i Lettiske SSR) er en lettisk politiker og iværksætter. Lembergs er siden 1988 borgmester i Ventspils.
I årene fra 1961 til 1972 gik Lembergs på Jēkabpils 1. mellemskole, og i 1977 dimitterede han fra Letlands Universitets økonomiske fakultet som kvalificeret økonom med speciale i produktionsplanlægning. Lembergs var medlem af Letlands Kommunistparti frem til 1990. I 1988 blev han for første gang valgt til byrådet i Ventspils, hvor han udnævntes til formand for byens folkedelegeredes råd; eller reelt som byens borgmester. Lembergs er siden blevet genvalgt til posten fem gange, siden 1997 som repræsentant for sit eget parti Latvijai un Ventspilij (For Letland og Ventspils).
Aivars Lembergs og hans familie anses for at være de rigeste indbyggere i Letland, med anslåede værdier for mellem 40 til 200 millioner lats. Lembergs har i flere omgange siden 2007 været anholdt, anklaget og i husarrest for blandt andet bestikkelse, pengevask og magtmisbrug. Han har fået betegnelsen som en af Letlands oligarker.
Aivars Lembergs er siden den 18. februar 2000 Kommandør af Trestjerneordenen.